# Broken China
Broken China je druhé a poslední sólové album britského klávesisty Richarda „Ricka“ Wrighta, člena art rockové skupiny Pink Floyd. Vydáno bylo na podzim 1996 (viz 1996 v hudbě).
Ke svému druhému sólovému albu se Wright odhodlal po úspěchu poslední desky skupiny Pink Floyd, The Division Bell, která vyšla v roce 1994 a po níž následovalo velké celosvětové turné. Inspirací k Broken China byly deprese tehdejší Wrightovy přítelkyně Millie, kterou si později vzal za ženu.
Album, jehož struktura, zvuk a pocity jsou podobné klasickým „floydovským“ albům, tvoří 16 na sebe navazujících skladeb, z nichž osm je instrumentálních. Část hudby a většinu textů napsal experimentální britský skladatel Anthony Moore, který se podílel na posledních dvou albech Pink Floyd. Dvě písně na Broken China („Reaching for the Rail“ a „Breakthrough“) zpívá společně s Wrightem irská zpěvačka Sinéad O'Connor.

## Seznam skladeb
| Pořadí         | Název                          | Autor          | Délka |
| -------------- | ------------------------------ | -------------- | ----- |
| 1.             | Breaking Water                 | Wright, Moore  | 2:28  |
| 2.             | Night of a Thousand Furry Toys | Wright, Moore  | 4:22  |
| 3.             | Hidden Fear                    | Wright, Gordon | 3:28  |
| 4.             | Runaway                        | Moore          | 4:00  |
| 5.             | Unfair Ground                  | Wright         | 2:21  |
| 6.             | Satellite                      | Wright         | 4:06  |
| 7.             | Woman of Custom                | Moore          | 3:44  |
| 8.             | Interlude                      | Wright         | 1:16  |
| 9.             | Black Cloud                    | Wright         | 3:19  |
| 10.            | Far from the Harbour Wall      | Wright, Moore  | 6:19  |
| 11.            | Drowning                       | Wright         | 1:38  |
| 12.            | Reaching for the Rail          | Wright, Moore  | 6:30  |
| 13.            | Blue Room in Venice            | Wright, Gordon | 2:47  |
| 14.            | Sweet July                     | Wright         | 4:13  |
| 15.            | Along the Shoreline            | Wright, Moore  | 4:36  |
| 16.            | Breakthrough                   | Wright, Moore  | 4:19  |
| Celková délka: | Celková délka:                 | Celková délka: | 59:34 |

## Obsazení
- Rick Wright – klávesy, piano, programování, syntezátory, zpěv
- Tim Renwick – kytary (2, 4, 6, 9, 10, 12, 15, 16)
- Dominic Miller – kytary (5, 7, 11, 14, 16)
- Steven Bolton – kytara (15)
- Pino Palladino – baskytara
- Manu Katché – bicí, perkuse
- Sian Bell – violoncello
- Kate St John – hoboj, anglický roh
- Maz Palladino – vokály
- Sinéad O'Connor – zpěv (12, 16)